# Yele-solomonski-novobritanski jezici
Yele-solomonski-novobritanski jezici, jedna od tri glavne grane nekadašnje, danas nepriznate istočnopapuanske jezične porodice. 
Prema ovoj klasifikaciji istočnopapuanske jezike činila je s bugenvilskom i Reef Islands-Santa Cruz jezicima, a sastojala se od užih skupina novobritanske i yele-solomonske.

## Vanjske poveznice
- Ethnologue (14th)